# Alessandro Giannì
Alessandro Giannì (Roma, 12 agosto 1989) è un artista italiano.

## Biografia
Pittore, scultore e artista multimediale, la sua ricerca spazia dai media tradizionali ai nuovi linguaggi digitali.
Nel 2014 partecipa alla mostra Ñewpressionism, curata da Miltos Manetas presso l'Istituto Svizzero di Milano, esponendo accanto a Sylvie Fleury, Olivier Mosset e altri esponenti della generazione post-internet, tra cui Petra Cortright, Amalia Ulman, Luca Pozzi e Jon Rafman. Durante la 73ª Mostra del Cinema di Venezia presenta il progetto EGH di Enrico Ghezzi ed Emiliano Montanari nel ruolo di Art director.
Nel 2020 è tra i fondatori di Spaziomensa, polo culturale indipendente a Roma.
Nel 2019 avvia lo sviluppo di un'intelligenza artificiale personalizzata, denominata VASARI, capace di emulare il suo processo creativo e generare sketch digitali che l’artista traduce poi in dipinti su tela. Nel 2021 presenta a New York, presso Postmasters Gallery, la personale Due to The Image, con opere realizzate tramite l’uso della sua intelligenza artificiale e un testo critico di Renato Miracco.
Nel 2023 partecipa alla mostra collettiva Frammenti da Lontano alla Galleria Emilio Mazzoli.
Rappresenta, nel 2024, la pittura italiana nella mostra The Power of Painting all'ENNOVA Art Museum a Langfang, Cina, esponendo insieme ad artisti come Marlene Dumas, Anish Kapoor, Bernard Frize, Christopher Le Brun e Jörg Immendoff.
La prima mostra personale in Asia arriva nel 2023 presso Tang Contemporary Art Gallery, si intitola Breaking Darkness e si tiene a Bangkok. La seconda mostra personale asiatica intitolata Multiple Unrealities si tiene nel 2025 negli spazi di Tang Contemporary Art di Hong Kong.